# Shintō na Tajwanie
Shintō na Tajwanie – shintō (jap. 神道), rdzennie japońska religia, pojawiła się na Tajwanie w czasie japońskiego panowania kolonialnego, które było następstwem wygranej przez Japonię wojny z Chinami (1894-1895) i podpisania traktatu pokojowego w Shimonoseki 17 kwietnia 1895 roku. Trwała ona do zakończenia II wojny światowej w 1945 roku. Nie należy do współcześnie wyznawanych religii na Tajwanie.
Proces intensywnego wprowadzania shintō na Tajwanie w latach 1937-1945 był jednym z elementów japonizacji (tzw. ruch kōminka, jap. 皇民化運動, kōminka undō, dosł. ruch uczynienia ludzi poddanymi cesarza); oprócz budowania świątyń i skłaniania poddanych do wizyt w nich, obejmował on także zmianę nazwisk na japońskie, zwiększania nauczania języka japońskiego i przymus służby wojskowej. Odmianą shintō wprowadzaną w tym okresie było shintō państwowe (jap. 国家神道, kokka shintō), które jako polityczno-teoretyczna gałąź shintō świątynnego (神社神道 jinja shintō – tradycyjne obrzędy w chramach), skupiało się na kulcie cesarza oraz propagowaniu nacjonalistycznej ideologii poprzez wykorzystanie japońskich tradycji i wierzeń .

## Rozwój shintō na Tajwanie

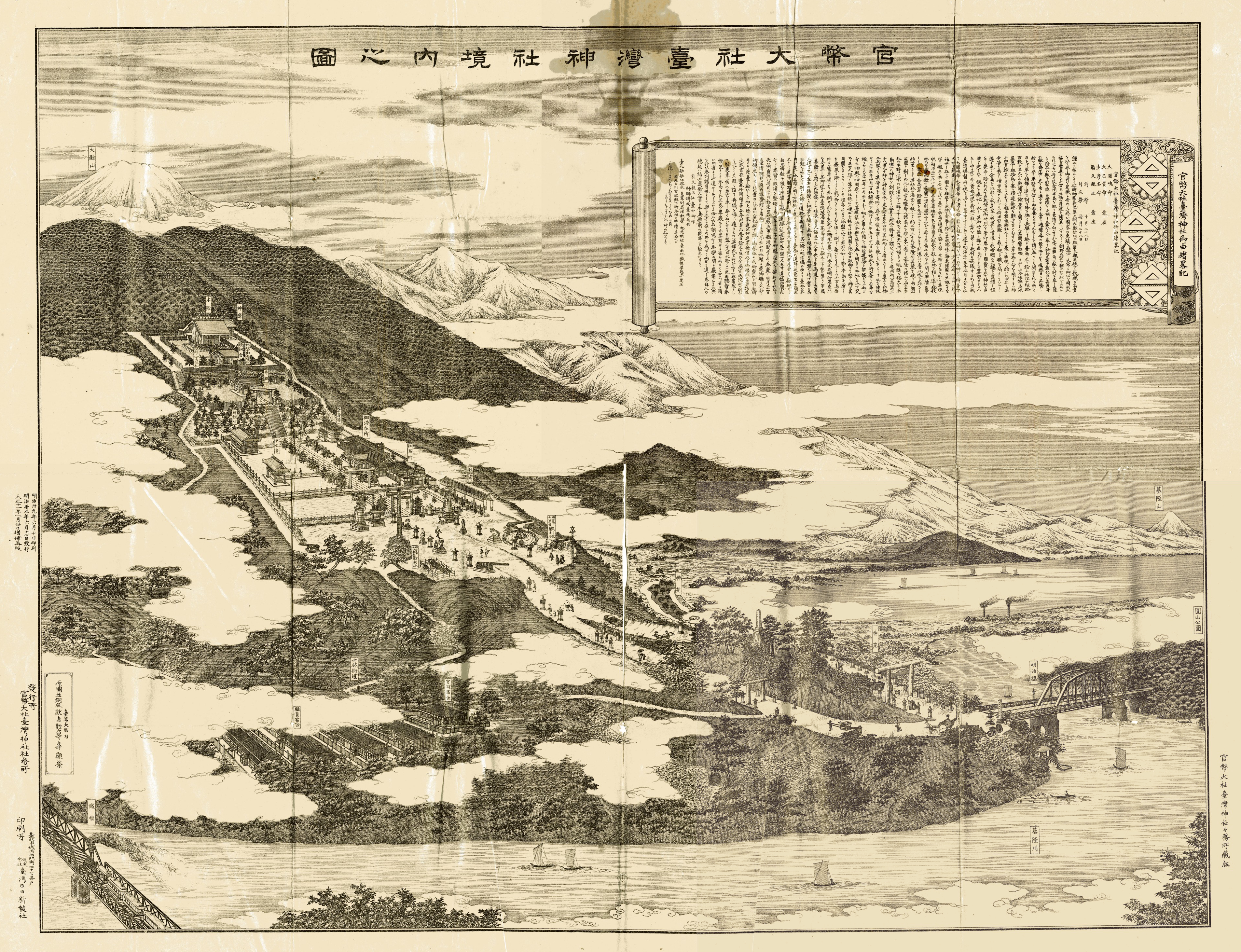
Rycina przedstawiająca Taiwan Jingū, najważniejszą świątynię shintoistyczną na Tajwanie

Chramy (jinja) powstające poza granicami Japonii, w tym również na Tajwanie, określa się mianem „chramów zamorskich” (jap. 海外神社, kaigai jinja) – jednak termin ten odnosi się nie tylko do chramów powstałych w efekcie działań kolonialnych, ale również tych powstających z inicjatywy Japończyków w innych krajach (np. w Brazylii czy na Hawajach). Bardziej precyzyjnym określeniem są „chramy terenów kolonialnych” (jap. 植民地神社, shokuminchi jinja).
Działania związane z japonizacją miały na celu promowanie shintō przy jednoczesnym zmniejszeniu znaczenia lokalnego synkretyzmu religijnego, łączącego  buddyzm, taoizm oraz wierzenia ludowe). Od 1938 roku starano się wprowadzić ten plan w życie nie tylko poprzez budowanie nowych chramów, ale także poprzez drastyczne ograniczenie liczby wcześniej istniejących tajwańskich świątyń (co często wiązało się ze sprzeciwem ze strony miejscowej ludności). Wiele z nich zostało także przebudowanych i przemianowanych na chramy shintō. Przykładem jest pierwszy tajwański chram, Kaizan Jinja (jap. 開山神社), pochodzący z 1897 roku, w Tainanie. Początkowo znajdowało się w nim mauzoleum Zheng Chenggonga (chińskiego bohatera o japońskich korzeniach, znanego jako Koxinga), następnie zostało ono zamienione na chram prefekturalny (jap. 県社, kensha).
W okresie kolonialnym na Tajwanie zostało wybudowanych wiele nowych chramów. Do końca 1945 roku powstało 68 miejsc kultu (chociaż niektóre źródła podają także liczbę 204 chramów zbudowanych do końca II wojny światowej), z czego 38 zbudowano w okresie największego nasilenia japońskiego nacjonalizmu i wzmożonych walk w regionie, czyli w latach 1937-44. Wiązało się to z ruchem japonizacji kōminka, którego szczególnymi propagatorami na Tajwanie byli gubernatorzy Seizō Kobayashi i Kiyoshi Hasegawa.  Największym i najważniejszym z nich był znajdujący się w mieście Tajpej Wielki Chram Tajwański (jap. 台湾神宮, Taiwan Jingū), który został ukończony już na początku okresu kolonialnego, w 1901 roku. Należał on do kategorii tzw. chramów cesarskich (jap. 官幣社, kanpeisha), w których oddawano cześć cesarzowi oraz ważnym osobistościom państwowym, czczonym jako bóstwa. Do najważniejszych należeli m.in. książę Yoshihisa Kitashirakawa (stracił życie podczas walk na Tajwanie), a także trzy bóstwa pomocne w pozyskiwaniu ziemi uprawnej, znane jako Kaitaku Sanjin (jap. 開拓三神). Obecnie w miejscu chramu znajduje się hotel.
Miejscowa ludność była zachęcana do odwiedzania chramów oraz uczestniczenia w odbywających się w nich świętach i uroczystościach, zwłaszcza tych związanych z kultem cesarza. Innym sposobem na włączenie ludności w nowy kult było zachęcanie do tworzenia domowych ołtarzyków shintō zwanych kamidana (jap. 神棚), a następnie czczenie w nich papierowych amuletów taima (jap. 大麻), pochodzących z Ise Jingū (jap. 伊勢神宮) – najważniejszego japońskiego chramu poświęconego rodzinie cesarskiej.

## Najważniejsze święta z okresu kolonialnego
Forma shintō funkcjonująca na Tajwanie była skoncentrowana przede wszystkim na kulcie cesarza, budowaniu japońskiego nacjonalizmu oraz japonizowaniu miejscowej ludności. Dlatego też główne święta obchodzone w tym okresie miały charakter raczej narodowy niż religijny. Niemniej jednak ich główne obchody odbywały się w chramach, a same święta nie były całkowicie pozbawione religijnych elementów. Do najważniejszych z nich należały:
- Narodowy Dzień Świętowania i Ofiary (jap. 祝祭日, Shukusai-jitsu) – obchodzony 1 stycznia;
- Dzień Cesarstwa (jap. 紀元節, Kigen-setsu), upamiętniający ustanowienie państwa przez cesarza Jimmu – obchodzony 11 lutego;
- Rocznica Urodzin Cesarza (jap. 天長節, Tenchō-setsu), z okazji dnia urodzin cesarza;
- Rocznica Urodzin Cesarza Meiji (jap. 明治節, Meiji-setsu), z okazji dnia urodzin cesarza Meiji – obchodzony 3 listopada
- Dzień Panowania, na cześć japońskich rządów na Tajwanie – obchodzony 17 czerwca[13].

## Chramy w obrębie szkół
W okresie wzmożonego japonizowania miejscowej ludności dość popularnym zjawiskiem były chramy znajdujące się w obrębie terenów szkolnych. Wokół nich w dużej mierze obracało się życie szkoły i aktywność uczniów. W chramach tego typu znajdowała się kopia cesarskiego dekretu o edukacji, który odczytywano uroczyście podczas ceremonii rozpoczynającej semestr. Uczniowie musieli uczestniczyć nie tylko w ceremoniach na początek i koniec semestru, ale także podczas innych ważnych świąt państwowych. Każdy dzień nauki rozpoczynał się pokłonem w stronę chramu, uczniowie dbali także o porządek w obrębie świątyni, na jej dziedzińcu odbywały się różne wydarzenia z życia szkoły.
Do dziś zachowały się jedynie 3 chramy tego typu. Jednym z nich jest chram Yanshui – wzniesiony w 1940 roku, na którego renowację przeznaczono w 2010 roku 1,68 mln TWD.

## Shintō na Tajwanie po II wojnie światowej

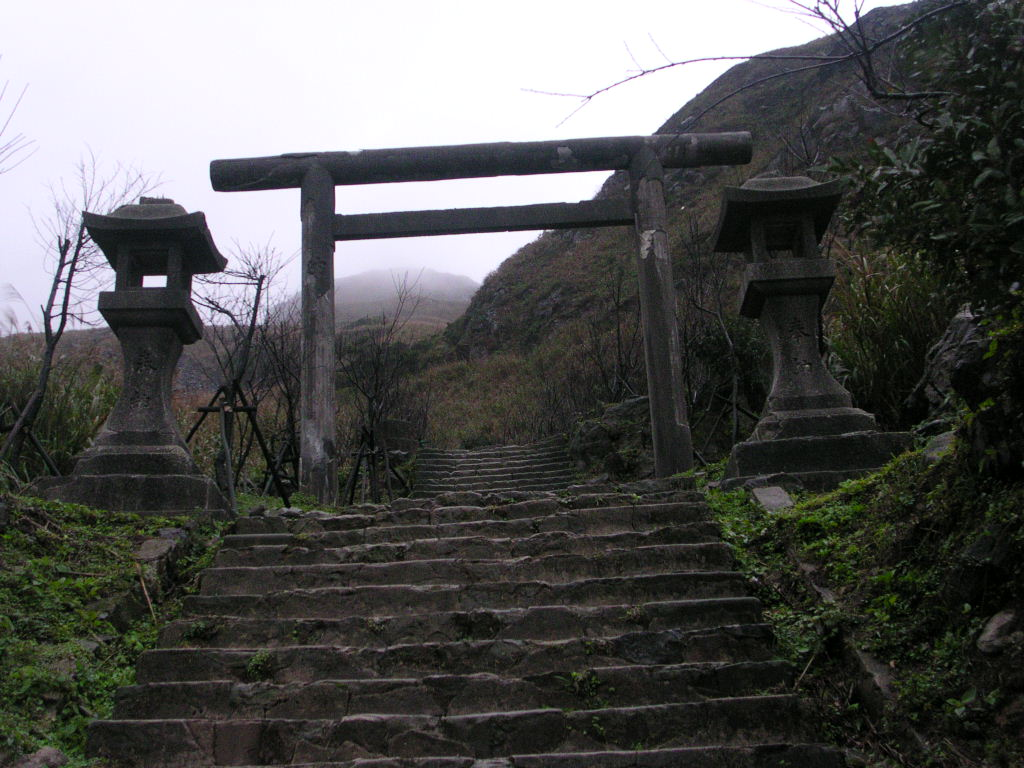
Torii prowadzące do ruin świątyni Ōgon w Jinguashi

Po przegranej II wojnie światowej Japonia wycofała się z Tajwanu, kończąc swoją kolonialną obecność na wyspie. Shintō na Tajwanie miało charakter japońsko-narodowy, a nie typowo religijny, toteż jego znaczenie zmalało. Przyczyniły się również do tego działania Kuomintangu, który po przeniesieniu się na wyspę sukcesywnie niszczył wszelkie pozostałości po Japończykach, w tym chramy. Te, które nie uległy w tym okresie zniszczeniu, w większości zostały zamienione w świątynie konfucjańskie lub świątynie poświęcone pamięci ofiar wojennych – pozostałe zostały opuszczone i popadły w ruinę.
Renowacja podupadłych i zniszczonych chramów ma miejsce dopiero od połowy lat 90. i wiąże się ze zmianami na scenie politycznej Tajwanu (tzn. pojawieniem się, w opozycji do antyjapońskiego Kuomintangu, Demokratycznej Partii Postępowej, nastawionej bardziej otwarcie w stosunku do Japonii). Większość odbudowanych chramów łączy w sobie tradycyjne elementy chińskie i japońskie. Najbardziej charakterystycznymi elementami wywodzącymi się z shintō, które nadal można spotkać, są bramy torii oraz kamienne latarnie w obrębie świątyni. Miejsca te nie mają jednak obecnie żadnego faktycznego znaczenia religijnego, często mieszczą się w nich muzea, miejsca pamięci narodowej, czy też stanowią one atrakcje turystyczne.